# النهر الأبيض (إيران)
النهر الأبيض (بالفارسية: سفید رود) هو ثاني أنهار إيران من حيث الطول ويصب في بحر قزوين، يتكون هذا النهر بشكل رئيسي من التقاء نهري شاهرود وقزل اوزن ينبع من جبال كردستان قرب جبل يعرف ب(الأربعين عيناٌ) أو (چهل چشمه) كما يسمى في إيران.
يتجه النهر من كردستان نحو الشرق ليمر شمال غرب مدينة همدان[ ؟ ] ومن ثم يتجه نحو الشمال حيث تنضم إليه مجموعة من الأنهار هي (قرانفو) و(ميانه) و(هشترود) و(بزغوش)و قبل أن يصل وادي (منجيل) ينضم له نهر (زنجانرود) وينضم له نهرا (شاهرود) و(قزل اوزن) وبعد أن يجتاز وادي (منجيل) في جبال البرز يصبح نهراً عريضاً ويسقي سهلاً زراعياً خصباً في محافظة گيلان ويشتهرهذا السهل بزراعة الأرز[ ؟ ].
يبلغ طول النهر 670 كم وأهم مدينة يعبرها هي رشت مركز محافظة گيلان.
يعتبر مصب هذا النهر من الأماكن المهمة التي تستخدمها إناث سمك الكافيار لوضع بيوضها.

## التسمية
كلمة (سفيد) في اللغة الفارسية معناها أبيض أو بيضاء وكلمة (رود) في الفارسية تعني النهر.